# Kanton Le Bleymard

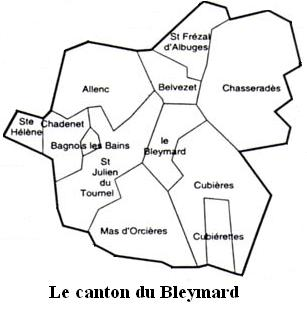
Die Gemeinden im Kanton

Der Kanton Le Bleymard war bis 2015 ein französischer Wahlkreis im Arrondissement Mende, im Département Lozère und in der ehemaligen Region Languedoc-Roussillon; sein Hauptort war Le Bleymard.
Der Kanton Le Bleymard war 301,90 km² groß und hatte 1767 Einwohner (Stand 2012)
Der Kanton umfasste Wahlberechtigte aus folgenden zwölf Gemeinden:
| Gemeinde                | Einwohner Jahr | Fläche km² | Bevölkerungsdichte | Code INSEE | Postleitzahl |
| ----------------------- | -------------- | ---------- | ------------------ | ---------- | ------------ |
| Allenc                  | 228 (2013)     | –          | – Einw./km²        | 48003      | 48190        |
| Bagnols-les-Bains       | 218 (2013)     | –          | – Einw./km²        | 48014      | 48190        |
| Belvezet                | 91 (2013)      | –          | – Einw./km²        | 48023      | 48170        |
| Le Bleymard             | 377 (2013)     | –          | – Einw./km²        | 48027      | 48190        |
| Chadenet                | 93 (2013)      | –          | – Einw./km²        | 48037      | 48190        |
| Chasseradès             | 146 (2013)     | –          | – Einw./km²        | 48040      | 48250        |
| Cubières                | 158 (2013)     | –          | – Einw./km²        | 48053      | 48190        |
| Cubiérettes             | 54 (2013)      | –          | – Einw./km²        | 48054      | 48190        |
| Mas-d’Orcières          | 119 (2013)     | –          | – Einw./km²        | 48093      | 48190        |
| Saint-Frézal-d’Albuges  | 59 (2013)      | –          | – Einw./km²        | 48151      | 48170        |
| Sainte-Hélène           | 72 (2013)      | –          | – Einw./km²        | 48157      | 48190        |
| Saint-Julien-du-Tournel | 119 (2013)     | –          | – Einw./km²        | 48164      | 48190        |